# Основно училище „Отец Паисий“ (Бяла)
Основно училище „Отец Паисий“ е основно училище в град Бяла, община Бяла, област Варна. То е основано през 1880 г. Патрон на училището е Паисий Хилендарски. Разположено е на адрес: ул. „Андрей Премянов“ №12. От 2021 г. директор е Мария Николова Костадинова.

## История
Училището е основано през 1880 г. В периода 1892 – 1894 г. е изградена първата училищна сграда. В началото учениците учат до трето отделение, а от 1921 г. започва прогимназиално обучение, съобразено с новия Закон за народната просвета, който въвежда задължително образование до VII клас.

## Директори
Директори на училището през годините:
- преди 1944 г.: Асен Георгиев Големанов
- 1947 г.: Никола Дончев Илиев
- 1949 г.: Евтимия Черковска Радулова
- 1958 г.: Тодор Желев Даков
- 1959 – 1973 г.: Пеню Ненов Илиев
- 1973 – 1975 г.: Мария Христова Тонева
- 1975 – 1976 г.: Стоян Илиев Жулев
- 1976 – 1977 г.: Емил Ризов Ранков
- 1976 – 1977 г.: Веселин Димитров Янакиев
- 1977 – 1978 г.: Тонка Иванова Дечева
- 1978 – 1982 г.: Никола Неделчев Марков
- 1982 – 1984 г.: Павел Методиев Величков
- 1984 – 1987 г.: Пеню Ненов Илиев
- 1987 – 2021 г.: Дилян Иванов Дончев
- от 2021 г.: Мария Николова Костадинова